# Kovačida
Kovačida (mađ. Kovácshida) je pogranično selo u južnoj Mađarskoj.
Zauzima površinu od 8,09 km četvornih.

## Zemljopisni položaj
Nalazi se u Baranji, na 45° 50' 3" sjeverne zemljopisne širine i 18° 10' 53" istočne zemljopisne dužine, nedaleko (5 km) od granice s Republikom Hrvatskom, južno od Viljanske planine, 4 km sjeverno od Drave i granice s Republikom Hrvatskom. Najbliže naselje u RH je Donji Miholjac, 6,5 km južno-jugozapadno.
Sredalj se nalazi neposredno zapadno, Visov je 3,5 km sjeverozapadno, Marva je 1,5 km sjeverno, Teređ je 2,5 km sjeveroistočno, Harkanj je 3 km istočno-sjeveroistočno, Pačva je 500 m istočno, Saboč je 2,5 km jugoistočno, Palkonija je 2 km južno, Čeja je 1,5 km jugozapadno.

## Upravna organizacija
Upravno pripada Šikloškoj mikroregiji u Baranjskoj županiji. Poštanski broj je 7847.

## Povijest
Kovačida se prvi put spominje u povijesnim izvorima 1342. u obliku Koachyda.
U 15. stoljeću je pripadala pečuškom kaptolu.
Kovačida je opustjela za vrijeme turske okupacije. Stanovnici su bili Mađari, a kasnije su se u Kovačidu naselilo i nekoliko hrvatskih obitelji.

## Promet
Sjeverno od Kovačide prolazi željeznička prometnica Barča – Viljan. U Kovačidi se nalazi željeznička postaja.
2 km istočno od sela prolazi državna cestovna prometnica br. 58.

## Stanovništvo
Kovačida ima 286 stanovnika (2001.). Mađari su većina. Roma je nešto iznad 1%%. Rimokatolika je dvije trećine, kalvinista je preko petine te nekoliko luterana.

## Vanjske poveznice
- (mađ.) Kovácshida a Vendégvárón  Arhivirana inačica izvorne stranice od 29. studenoga 2004. (Wayback Machine)
- Kovačida na fallingrain.com